# Crisis neerlandesa-venezolana de 1908
La crisis neerlandesa-venezolana de 1908 fue una disputa que surgió entre los Países Bajos y Venezuela a raíz de una serie de medidas arancelarias tomadas por el presidente venezolano Cipriano Castro.

## Antecedentes
A mediados de 1908, el cónsul neerlandés en Caracas, De Reus, concedió una entrevista a la revista Hou en Trou. Un error de traducción del Ministerio de Relaciones Exteriores de Venezuela indicó que De Reus llamó al presidente venezolano Cipriano Castro como "un espíritu maligno". En julio, el gobierno de Castro rompe relaciones diplomáticas con los Países Bajos, argumentando que el encargado de negocios del país en Caracas había enviado a su gobierno informes negativos sobre la situación de Venezuela, algunos de los cuales fueron publicados en la prensa de ese país. Castro sometió a registro los barcos holandeses y les aplicó medidas arancelarias. Países Bajos consideró que la serie de decretos perjudicaban su comercio, particularmente entre la isla neerlandesa de Curazao y Venezuela, y que los comerciantes de Curazao se veían obligados a transferir inconvenientemente su carga en la ciudad portuaria de Puerto Cabello, cuando normalmente navegaban a Coro y Maracaibo. El 20 de julio de 1908, De Reus recibió la devolución de su pasaporte y tanto él como los demás diplomáticos neerlandeses tuvieron que abandonar el país.

## Crisis
El gobierno neerlandés, dirigido por el primer ministro Theo Heemskerk, emitió un ultimátum a Cipriano Castro, exigiendo que retirara las medidas antes del 1 de noviembre. Los diplomáticos holandeses sondearon la reacción de los Estados Unidos, en el caso de que los Países Bajos decidieran emprender una acción militar. Estados Unidos no expresó objeciones siempre y en cuando Holanda no procediera a ocupar territorio venezolano.
Cipriano Castro se negó a aceptar el ultimátum, y el gobierno neerlandeses movilizó a la marina como respuesta. A partir del 26 de noviembre de 1908, tres buques de guerra neerlandeses comenzaron a patrullar las costas venezolanas: Jacob van Heemskerck, Gelderland, and Friesland, con órdenes de interceptar cualquier barco con bandera venezolana. El 12 de diciembre, Gelderland capturó el buque guardacostas venezolano Alejo en las afueras de Puerto Cabello.
Al día siguiente, el 13 de diciembre, varias manifestaciones populares tuvieron lugar en Caracas, protestando contra las amenazas de los Países Bajos contra Venezuela. Las protestas degeneraron en saqueos de negocios, incluyendo aquellos del comerciante holandés Thielen, figura importante en el régimen de Castro. Para entonces se dijo que la movilización popular fue organizada por rivales del presidente Cipriano Castro y partidarios del encargado de la presidencia, el vicepresidente Juan Vicente Gómez.

## Resolución
Pocos días después, el 19 de diciembre de 1908, Juan Vicente Gómez da un golpe de Estado durante la ausencia del presidente Castro, quien había viajado a Berlín para someterse a una operación quirúrgica, y asume el poder en Venezuela como dictador. Gómez revirtió las medidas de Castro el 21 de diciembre, y dos días después, el 23 de diciembre de 1908, los Países Bajos retiraron a sus buques de guerra de las costas venezolanas.